# Aszalós Imre
Aszalós Imre (Hajdúnánás, 1897. augusztus 16. – Baja, 1973. március 18.) szemész, műgyűjtő.

## Élete
Aszalós Imre földműves és Hajdú Zsuzsanna fiaként született. A Debreceni Református Főgimnáziumban érettségizett. A Budapesti Tudományegyetemen szerezte meg orvosi oklevelét (1911). Pályáját a Debreceni Tisza István Tudományegyetem Szemészeti Klinikáján kezdte. 1928-tól – több mint négy évtizeden át – nyugalomba vonulásáig a bajai Városi Közkórház szemészeti osztályának vezető főorvosa volt. 
Műgyűjtői tevékenységét Debrecenben kezdte. 1934 és 1937 között alakult ki az ötven táblaképből és harminckét rajzból álló Nagy István gyűjteménye. 1935-től a posztnagybányai mesterektől (Egry, Szőnyi, Bernáth, Aba-Novák) is vásárolt képeket. Egyik kezdeményezője volt a Türr István Múzeum Városi Képtára létrejöttének.
A bajai Kálvária-temetőben helyezték végső nyugalomra.

### Családja
Felesége Czeglédy Emma (1905–?) volt, ifj. Czeglédy Lajos földbirtokos és Török Róza lánya, akivel 1924. szeptember 20-án kötött házasságot. Fia Aszalós Imre Zoltán (Debrecen, 1925. július 24. – Budapest, 2006. március 29.) orvos, kinek felesége Kardos Mária (Bácsalmás, 1927. szeptember 12. – Budapest, 2019. november 12.). Unokája Aszalós Imre Csongor (1959–2019) neurológus.

## Díjai, elismerései
- Szocialista Munkáért érdemérem (1960)[6]
- Kiváló orvos (1964)[7]

## Emlékezete
1975 novemberében Baján emlékére mintegy 140 orvos és meghívott vendég részvételével tudományos ülést tartottak.